# Liste des ambassadeurs de France à Sao Tomé-et-Principe
La représentation diplomatique de la République française à Sao Tomé-et-Principe est située à l'ambassade de France à Libreville, capitale du Gabon, et son ambassadeur est, depuis 2022, Alexis Lamek.

## Représentation diplomatique de la France
Dès l'indépendance de l'archipel en janvier 1975, la France nomme son ambassadeur au Gabon auprès de la république de Sao Tomé-et-Principe. De 1980 à 1988, c'est l'ambassadeur basé à Luanda qui est accrédité auprès de Sao Tomé-et-Principe.

## Ambassadeurs de France à Sao Tomé-et-Principe
| De   | À    | Ambassadeur               | Résidence  |
| ---- | ---- | ------------------------- | ---------- |
| 1975 | 1980 | Maurice Delauney          | Libreville |
| 1980 | 1982 | Jacques Posier            | Luanda     |
| 1982 | 1984 | Jean-Jacques Galabru      | Luanda     |
| 1984 | 1988 | Jacques Gasseau           | Luanda     |
| 1988 | 1994 | Louis Dominici            | Libreville |
| 1995 | 1996 | Jean-Pierre Courtois      | Libreville |
| 1996 | 1998 | Michel Lunven             | Libreville |
| 1998 | 2003 | Philippe Selz             | Libreville |
| 2003 | 2008 | Jean-Marc Simon           | Libreville |
| 2009 | 2011 | Jean-Didier Roisin        | Libreville |
| 2011 | 2015 | Jean-François Desmazières | Libreville |
| 2015 | 2018 | Dominique Renaux (de)     | Libreville |
| 2018 | 2022 | Philippe Autié            | Libreville |
| 2022 | auj. | Alexis Lamek              | Libreville |